# Radeljevo Selo
Radeljevo Selo – wieś w Chorwacji, w żupanii kopriwnicko-kriżewczyńskiej, w gminie Rasinja. W 2011 roku liczyła 113 mieszkańców.